# Girija Prasad Koirala

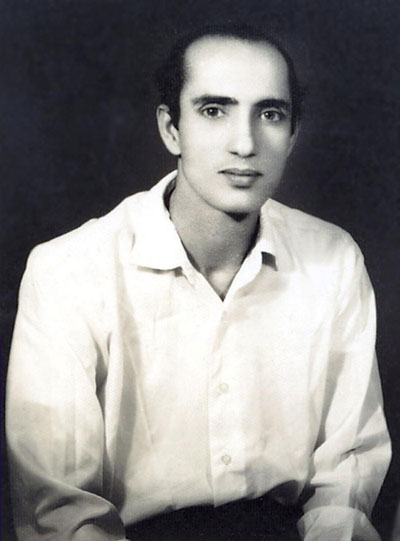
Girija Prasad Koirala

Girija Prasad Koirala (Nepali गिरिजाप्रसाद कोइराला; * 20. Februar 1925 in Tadi (Distrikt Saharsa), Bihar, Indien; † 20. März 2010 in Kathmandu) war ein nepalesischer Politiker und mehrfacher Premierminister sowie von Januar 2007 bis Juli 2008 auch amtierendes Staatsoberhaupt seines Landes.

## Familie
Er war der jüngste Sohn von Krishna Prasad Koirala und Divya Koirala, und Bruder der früheren nepalesischen Premierminister Bishweshwar Prasad Koirala und Matrika Prasad Koirala sowie der Cousin des früheren nepalesischen Premierministers Man Mohan Adhikari.

## Leben
Koirala begann seine politische Laufbahn 1947 als Gewerkschaftsführer; daneben engagierte er sich in der von seinem Bruder Bishweshwar gegründeten Nepalesischen Kongresspartei (NCP). Aufgrund seiner kritischen Haltung gegenüber der absoluten Monarchie in Nepal wurde er zeitweise inhaftiert. 
Nach dem Wahlsieg der Kongresspartei im Mai 1991 wurde Koirala erstmals zum Premierminister und Außenminister seines Landes gewählt und blieb bis November 1994 im Amt. Von April 1998 bis Mai 1999 war er erneut Premier- und Außenminister, vom März 2000 bis Juni 2001 Premier- und Verteidigungsminister. Seit 1996 ist Koirala Vorsitzender der Kongresspartei.
Am 30. April 2006 wurde Koirala nach wochenlangen Unruhen vom erstmals seit vier Jahren wieder zusammengetretenen Parlament zum vierten Mal als Premierminister von Nepal vereidigt. Er konnte den 12-jährigen Bürgerkrieg der Maoisten beenden und unterzeichnete am 21. November 2006 eine entsprechende Vereinbarung mit dem Maoistenführer Prachanda.
Nach der Niederlage der Kongresspartei bei den Wahlen zur verfassungsgebenden Versammlung im April 2008 und der Ausrufung der Republik am 28. Mai 2008 weigerte sich Koirala zunächst, die Macht an die Maoisten abzugeben. Nachdem aber die Bildung einer Koalition zwischen der NCP und den Maoisten gescheitert war, kündigte Koirala am 26. Juni 2008 seinen Rücktritt als Premierminister an. Am 15. August 2008 gab er das Amt endgültig an Pushpa Kamal Dahal ab.
Nach der Suspendierung König Gyanendras am 15. Januar 2007 übernahm Koirala bis zur Ausrufung der Republik am 28. Mai 2008 als Ministerpräsident auch die Kompetenzen eines Staatsoberhaupts. Am 23. Juli 2008 übergab er diese an den am gleichen Tag gewählten ersten Staatspräsidenten der Republik Nepal, Ram Baran Yadav. Als Premierminister wurde er am 15. August 2008 von Pushpa Kamal Dahal abgelöst.